# 上帝是女人
《上帝是女人》（英語："God Is a Woman"）是美国歌手爱莉安娜·格兰德的歌曲，发行于2018年7月13日，是歌手的第四张录音室专辑《甜到翻》的第二支主打单曲。歌曲是由制作人伊利亚、爱莉安娜、马克斯·马丁、沙凡·科提查以及里卡德·戈兰森共同创作。
歌曲空降美国《公告牌》Hot 100榜第十一位，之后最高第八位，是爱莉安娜的第十首排行榜前十的歌曲，同样是第四首夺冠美国Mainstream Top 40电台榜的歌曲。歌曲在十七个国家的排行榜上也达到了前十名，其中包括英国和爱尔兰的排名第四位，澳大利亚、加拿大和新西兰的排名第五位，同样取得奥地利、丹麦、挪威，荷兰和瑞士的排行榜前二十位。

## 背景和发行
《上帝是女人》最初泄露于《淚已流乾》音乐视频中，一个有专辑暂定曲目列表的镜头。爱莉安娜随后在2018年5月1日的节目《今晚秀》上证实了歌曲。6月27日，爱莉安娜透露出歌曲将是她即将发行的专辑中的第二支主打单曲。最初她在推特上宣布歌曲将于7月20日发行。之后她确认发行日期为7月13日。

## 创作
《上帝是女人》是一首中速流行歌曲。歌曲被描述为嘻哈和流行音乐的融合体，并被指出是受雷鬼风格影响的渣鋪作品。杂志《时代》将这首歌描述为“一首圣歌般，闷骚的燃曲”，并提到“爱莉安娜的声音是层次分明的，所以它听起来像一个合唱团，但实际上，只有她一人，效果双倍。”歌曲拥有坚定自信的歌词，展现了她女性气质以及贯彻了性与灵性的主题。
歌曲是以普通拍子下E♭小调谱写的，节奏是每分钟72至76拍。歌曲的和弦进行式是E♭m – D♭/E♭ – E♭m – D♭/E♭ – C♭maj7 – D♭/C♭ –A♭m7 – B♭m7，人声范围从E♭3至E♭6延伸。

## 音樂錄影帶
歌词版本影片与歌曲发行的同时播出。影片中从星空开始，过渡到宇宙场景，再到歌手的静态镜头结束。官方音樂錄影帶于同日晚些时候播出，由戴夫·迈耶斯执导，并且瑪丹娜客串了影片中的独白部分，改述道以西结书25:17 （页面存档备份，存于）在电影《黑色追緝令》中出现的版本。独白过后爱莉安娜甩出一把大锤打破了上方的玻璃穹顶，象征女性为突破所面临的斗争。崇敬于壁画《创造亚当》、罗慕路斯与雷穆斯、天文学、女性生殖器和希腊神话表示。音樂錄影帶中还有像奥古斯特罗丹的“思想者”雕像这样的标志性艺术形象。爱莉安娜将自己設定為影片中的“思想者”，同时有男人用言语抨击她。为了将女性性欲的歌曲理念融入到影片中，有一个爱莉安娜在色彩池中的场景描绘，让人联想起乔治亚奥基夫的艺术风格。
觀看次數已超过一亿次。

## 现场演出

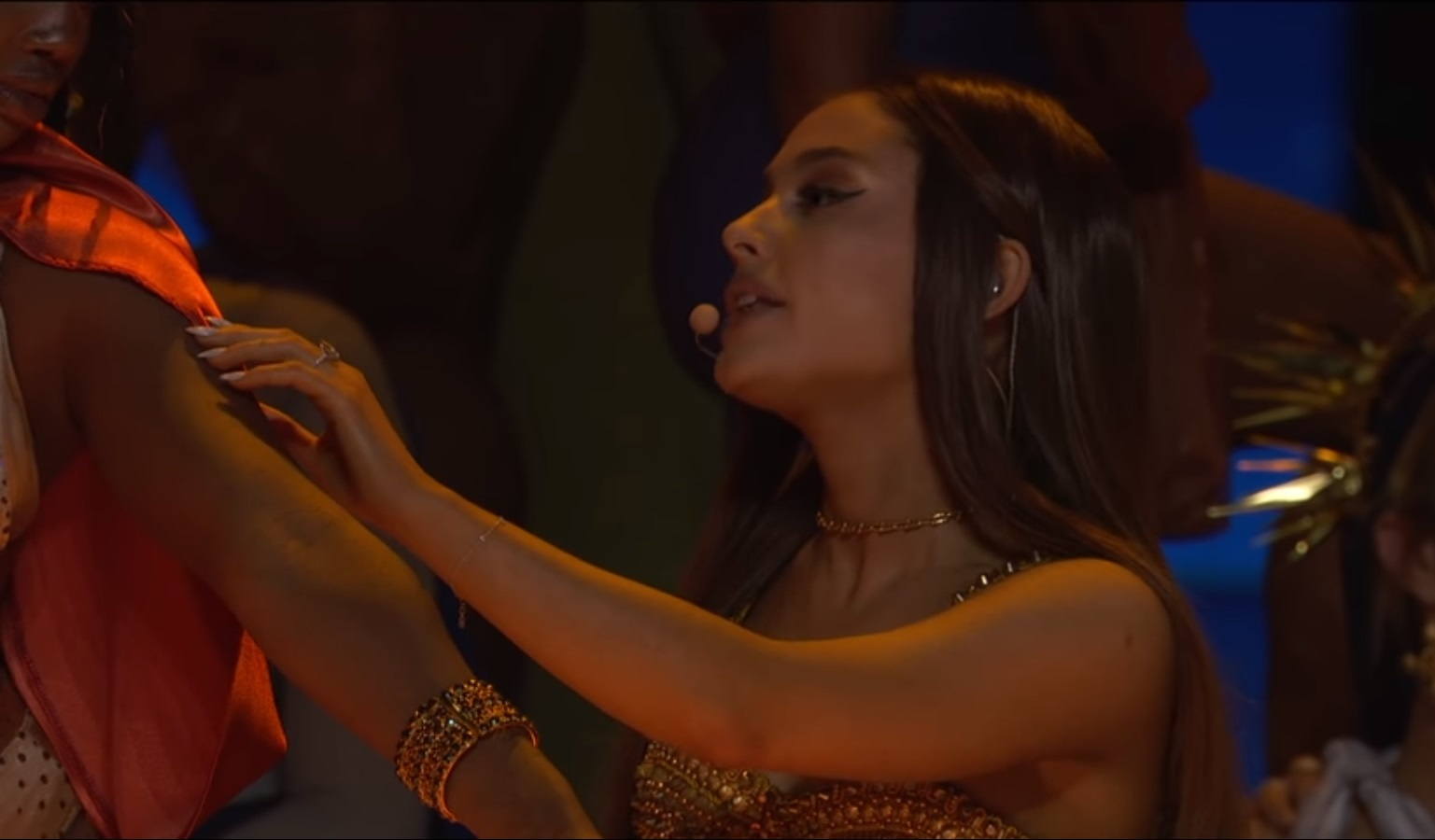
爱莉安娜在2018年MTV音乐录影带大奖中演唱《上帝是女人》。

爱莉安娜于2018年8月20日在纽约无线电城音乐厅举行的22018年MTV音乐录影带大奖中首次演唱《上帝是女人》。演出以最后的晚餐为主题，爱莉安娜与五十多位女舞者一并演出，爱莉安娜和她的母亲、祖母和堂姐在演出结尾一起谢幕。同一周在节目《早安美国》中演唱了原音乐版歌曲。
歌曲被列入The Sweetener Sessions的演唱曲目中，一场宣传专辑《甜到翻》的巡回演唱會。

## 名单
资料来自Tidal。
- 爱莉安娜·格兰德 - 演唱，和声，創作
- 伊利亚 - 制作，創作，编程，键盘，低音，鼓，吉他，和声
- 里卡德·戈兰森 - 吉他，創作
- 馬克斯·馬丁 - 創作
- 约翰·哈内斯 - 混音工程
- 萨姆·荷兰 - 工程
- 杰里米·勒托拉 - 录音工程助理
- 科里·比奇 - 录音工程助理
- 塞班·盖恩 - 混音

## 排行榜
| 排行榜（2018年）                         | 最高 排名 |
| ---------------------------------------- | --------- |
| 阿根廷（阿根廷百強單曲榜）               | 63        |
| 阿根廷盎格鲁（拉美監控)                  | 7         |
| 澳大利亚（澳大利亚唱片业协会單曲榜）     | 5         |
| 奥地利（Ö3四十强单曲榜）                 | 11        |
| 比利时佛兰德（Ultratop五十强单曲榜）     | 47        |
| 比利时瓦隆（Ultratip榜外單曲榜）         | 4         |
| 巴西（Pro-Música流媒体榜）               | 37        |
| 加拿大（Canadian Hot 100）               | 5         |
| 加拿大（《告示牌》Canada CHR）           | 11        |
| 加拿大（《告示牌》Canada Hot AC）        | 32        |
| 克罗地亚（HRT电台榜）                    | 44        |
| 捷克（百強數位單曲榜）                   | 8         |
| 丹麦（Tracklisten）                      | 17        |
| 芬兰（芬蘭官方單曲榜）                   | 8         |
| 法国（法國唱片出版業公會）               | 38        |
| 德国（德國官方單曲榜）                   | 20        |
| 希腊（《公告牌》數位歌曲銷售榜）         | 1         |
| 匈牙利（四十強單曲榜）                   | 5         |
| 匈牙利（四十強串流榜）                   | 3         |
| 爱尔兰（IRMA）                           | 4         |
| 意大利（FIMI）                           | 27        |
| 以色列（媒体森林）                       | 6         |
| 日本（Japan Hot 100）                    | 73        |
| 黎巴嫩（黎巴嫩二十强）                   | 14        |
| 立陶宛（M-1四十强）                      | 2         |
| 马来西亚（RIM）                          | 4         |
| 荷兰（荷蘭四十強單曲榜）                 | 26        |
| 荷兰（百强单曲榜）                       | 19        |
| 新西兰（新西兰唱片音乐协会）             | 5         |
| 挪威（世界之路榜單）                     | 13        |
| 葡萄牙（葡萄牙唱片業協會单曲榜）         | 2         |
| 蘇格蘭（官方榜单公司單曲榜）             | 8         |
| 新加坡（RIAS）                           | 4         |
| 斯洛伐克（電台百強單曲榜）               | 89        |
| 斯洛伐克（百強數位單曲榜）               | 5         |
| 西班牙（PROMUSICAE）                     | 35        |
| 瑞典（瑞典最熱榜）                       | 12        |
| 瑞士（瑞士热门音乐榜）                   | 9         |
| 英國（官方榜单公司單曲榜）               | 4         |
| 英國（官方榜单公司節奏藍調榜）           | 2         |
| 美国（《告示牌》百大單曲榜）             | 8         |
| 美國（《告示牌》Adult Pop Airplay）      | 36        |
| 美國（《告示牌》Dance Club Songs）       | 1         |
| 美國（《告示牌》Dance/Mix Show Airplay） | 6         |
| 美國（《告示牌》Pop Airplay）            | 1         |
| 美國（《告示牌》Rhythmic Songs）         | 27        |

## 销量认证
| 地區                                   | 认证 | 认证单位/销量 |
| -------------------------------------- | ---- | ------------- |
| 澳大利亚（澳大利亚唱片业协会）         | 白金 | 70,000‡       |
| 加拿大（加拿大音乐协会）               | 白金 | 0‡            |
| 新西兰（新西兰唱片音乐协会）           | 金   | 15,000‡       |
| 英国（英国唱片业协会）                 | 金   | 400,000‡      |
| ^僅含認證的出貨量 ‡僅含認證的+實際銷量 |      |               |

## 发行历史
| 区域     | 日期          | 形式              | 厂牌     | 参文   |
| -------- | ------------- | ----------------- | -------- | ------ |
| 多个区域 | 2018年7月13日 | 數位下載 串流媒體 | Republic | [ 74 ] |
| 意大利   | 2018年7月13日 | 當代流行電台      | 环球     | [ 75 ] |
| 英国     | 2018年7月13日 | 當代流行電台      | 小島     | [ 76 ] |
| 美国     | 2018年7月14日 | 當代流行電台      | Republic | [ 77 ] |
| 美国     | 2018年7月14日 | 节奏当代          | Republic | [ 78 ] |